# Netanel
Netanel (hebräisch נְתַנְאֵל) ist im Alten Testament der Name von zehn Personen.

## Etymologie
→ siehe auch: Nathanael
Der Name נְתַנְאֵל nətanʾēl ist ein Satzname, der sich aus der Wurzel נתן ntn und dem theophoren Element אֵל ʾēl zusammensetzt: „Gott hat gegeben“, „Gott hat geschenkt“.
Die Septuaginta gibt wie auch das Neue Testament den Namen als Ναθαναηλ Nathanaēl, Josephus als Ναθαναηλος Nathanaēlos wieder, die Vulgata schreibt Nathanael.

## Netanel, Sohn Zuars
In Num 2,5  wird Netanel, Sohn Zuars, als Angehöriger und Anführer des Stammes Issachar erwähnt. In Num 1,8  ist er Helfer dieses Stammes bei der Musterung Israels in der Wüste Sinai. Schließlich wird er in Num 7,18  erwähnt, wo er für den Stamm Issachar die Gaben für die Altarweihe des Offenbarungszeltes überbringt. Nach Anweisung JHWHs soll zwölf Tage in Folge jeweils der Anführer eines Stammes seine Gabe darbringen (Num 7,11 ). Der Stamm Issachar ist am zweiten Tag an der Reihe. Seine Gabe besteht aus (Num 7,19–23 ):
1. für das Speiseopfer: 1 silbernen Schüssel (Gewicht: 130 Schekel), 1 silbernen Schale  (70 Schekel), beide gefüllt mit Weizenfeinmehl, mit Öl vermengt
2. für das Brandopfer: 1 goldene Schale (10 Schekel) mit Räucherwerk, 1 Jungstier, 1 Widder und 1 einjähriges Lamm für das Brandopfer,
3. für das Sündopfer: 1 Ziegenbock
4. für das Heilsopfer: 2 Rinder, 5 Widder, 5 Böcke und 5 einjährige Lämmer

## Netanel, Sohn Isais
In 1 Chr 2,14  ist Netanel der vierte Sohn Isais und ein älterer Bruder König Davids. Seine weiteren Brüder sind Eliab, Abinadab, Schima, Raddai und Ozem, seine Schwestern Zeruja und Abigajil. Damit erweitert das 1. Buch der Chronik den Bericht aus 1 Sam 16 . Dort wird erwähnt, dass David sieben Brüder habe, von ihnen werden aber nur Eliab, Abinadab und Schima namentlich genannt. Die anderen treten in 1 Sam 16,10  zwar auf, bleiben aber namenlos, so auch Netanel.

## Netanel, Priester
In 1 Chr 15,24  wird Netanel als Priester zusammen mit Schebanja, Joschafat, Amasai, Secharja, Benaja und Eliëser erwähnt. Bei der Überführung der Bundeslade nach Jerusalem durch König David wirkt er als Trompetenspieler mit.

## Netanel, Vater Schemajas
In 1 Chr 24,6  ist Netanel der Vater des Schreibers Schemaja. Dieser schreibt die von König David vorgenommene Einteilung der Priester in Dienstklassen auf.

## Netanel, Sohn Obed-Edoms
In 1 Chr 26,4  erscheint Netanel als fünftältester Sohn Obed-Edoms. Seine Brüder heißen Schemaja, Josabad, Joach, Sachar, Ammiël, Issachar und Pëulletai.

## Netanel, Beamter
In 2 Chr 17,7  wird Netanel neben Ben-Hajil, Obadja, Secharja und Michaja als Beamter des Königs Joschafat erwähnt. Von diesem werden sie beauftragt, das Volk in den Städten Judas zu belehren.

## Netanel, Levit
In 2 Chr 35,9  ist Netanel ein Bruder Konanjas und Schemajas. Zusammen mit diesen beiden und mit Haschabja, Jëiël und Josabad ist er ein Vorsteher der Leviten. Bei der Pessachfeier unter König Joschija spendeten sie 5 000 Tiere zu Pessachopfern und 500 Rinder.

## Netanel, in Mischehe Lebender
In der Liste der in Mischehe lebenden Personen in Esr 10,18–44  wird auch ein Netanel genannt (Esr 10,22 ). Er gehört neben Eljoënai, Maaseja, Jischmael, Josabad und Elasa zu den Nachkommen Paschhurs.

## Netanel, Priester
In der Liste der Priester und Leviten in Neh 12,1–26  wird ein Priester Netanel genannt (Neh 12,21 ). Er gehört zur Familie Jedajas.

## Netanel, Levit
In Neh 12,36  ist Netanel ein Levit, der mit seinen Brüdern die Einweihung der Stadtmauer Jerusalems unter Esra begleitet. Seine Brüder sind Secharja, Schemaja, Asarel, Milalai, Gilalai, Maai und Juda. Ihre Abstammungslinie wird über sechs Generationen (Jonatan, Schemaja, Mattanja, Michaja, Sakkur, Asaf) auf den Psalmdichter Asaf zurückgeführt.